# Laetare-Medaille
Die Laetare-Medaille ist die älteste (seit 1883) und prestigeträchtigste Auszeichnung, die von der University of Notre Dame (Indiana) jährlich an amerikanische Katholiken vergeben wird, deren herausragende Leistungen in Kunst und Wissenschaft die Ideale der Kirche veranschaulichen und einen Beitrag zum Erbe der Menschheit leisten.
Einige der bekanntesten Preisträger sind Jeremiah Denis Matthias Ford (1937), William Rosecrans, John McCormack, Dorothy Day, Frederick D. Rossini, Walker Percy, Kardinal Joseph Bernardin, Eunice Shriver, Schwester Helen Prejean (1996), Dave Brubeck (2006), Martin Sheen (2008) und Joe Biden (2016).